# Golden Globe Award/Henrietta Award
Golden Globe Award: Henrietta Award
Der Henrietta Award, der von 1951 bis 1980 vergeben wurde,  zeichnet die beliebtesten Darsteller eines Jahres aus.
Die Gewinner werden durch Fettschrift hervorgehoben, die Nominierten (so vorhanden) stehen eingerückt unter dem Gewinner.

## 1950er Jahre
1951
Beliebtester Darsteller
Gregory Peck
Beliebteste Darstellerin
Jane Wyman

1952
Beliebtester Darsteller
nicht vergeben
Beliebteste Darstellerin
Esther Williams

1953
Beliebtester Darsteller
John Wayne
Beliebteste Darstellerin
Susan Hayward

1954
Beliebtester Darsteller
Robert Taylor
Alan Ladd
Beliebteste Darstellerin
Marilyn Monroe

1955
Beliebtester Darsteller
Gregory Peck
- Alan Ladd
- Marlon Brando

Beliebteste Darstellerin
Audrey Hepburn
- June Allyson
- Pier Angeli
- Doris Day

1956
Beliebtester Darsteller
Marlon Brando
Beliebteste Darstellerin
Grace Kelly

1957
Beliebtester Darsteller
James Dean
Beliebteste Darstellerin
Kim Novak

1958
Beliebtester Darsteller
Tony Curtis
Beliebteste Darstellerin
Doris Day

1959
Beliebtester Darsteller
Rock Hudson
Beliebteste Darstellerin
Deborah Kerr

## 1960er Jahre
1960
Beliebtester Darsteller
Rock Hudson
Beliebteste Darstellerin
Doris Day
1961
Beliebtester Darsteller
Rock Hudson
Tony Curtis
Beliebteste Darstellerin
Gina Lollobrigida
1962
Beliebtester Darsteller
Charlton Heston
Beliebteste Darstellerin
Marilyn Monroe

1963
Beliebtester Darsteller
Rock Hudson
Beliebteste Darstellerin
Doris Day

1964
Beliebtester Darsteller
Paul Newman
Beliebteste Darstellerin
Sophia Loren

1965
Beliebtester Darsteller
Marcello Mastroianni
Beliebteste Darstellerin
Sophia Loren

1966
Beliebtester Darsteller
Paul Newman
- Marcello Mastroianni
- Sean Connery
- Rock Hudson
- Rex Harrison

Beliebteste Darstellerin
Natalie Wood
- Doris Day
- Elizabeth Taylor
- Ursula Andress
- Sophia Loren

1967
Beliebtester Darsteller
Steve McQueen
Beliebteste Darstellerin
Julie Andrews

1968
Beliebtester Darsteller
Laurence Harvey einige Quellen nennen Paul Newman als Gewinner
Beliebteste Darstellerin
Julie Andrews

1969
Beliebtester Darsteller
Sidney Poitier
- Sean Connery
- Richard Burton

Beliebteste Darstellerin
Sophia Loren
- Elizabeth Taylor
- Julie Andrews

## 1970er Jahre
1970
Beliebtester Darsteller
Steve McQueen
- Sidney Poitier

Beliebteste Darstellerin
Barbra Streisand
- Mia Farrow
- Julie Andrews

1971
Beliebtester Darsteller
Clint Eastwood
- Sidney Poitier

Beliebteste Darstellerin
Barbra Streisand
- Sophia Loren

1972
Beliebtester Darsteller
Charles Bronson
Sean Connery
Beliebteste Darstellerin
Ali MacGraw
1973
Beliebtester Darsteller
Marlon Brando
Beliebteste Darstellerin
Jane Fonda
1974
Beliebtester Darsteller
Marlon Brando
Beliebteste Darstellerin
Elizabeth Taylor
1975
Beliebtester Darsteller
Robert Redford
Beliebteste Darstellerin
Barbra Streisand
1976
nicht vergeben
1977
Beliebtester Darsteller
Robert Redford
Beliebteste Darstellerin
Sophia Loren
1978
Beliebtester Darsteller
Robert Redford
Beliebteste Darstellerin
Barbra Streisand

1979
Beliebtester Darsteller
John Travolta
Beliebteste Darstellerin
Jane Fonda

## 1980er Jahre
1980
Beliebtester Darsteller
Roger Moore
Beliebteste Darstellerin
Jane Fonda